# Мирзаквал, Абдул Саттар
Абдул Саттар Мирзаквал (пушту عبدالستار مېرزکوال‎; род. 1960) — афганский политический деятель. Занимал должность исполняющего обязанности министра внутренних дел Исламской Республики Афганистан. Был назначен на этот пост 19 июня 2021 года. 15 августа 2021 года Мирзаквал объявил о том, что планирует сдать Кабул Талибану.

## Биография
Абдул Саттар Мирзаквал, по национальности пуштун, родился в 1960 году, в районе Мирзака провинции Пактия. Получил высшее образование в Кабульском Военном Университете. Возглавлял Шуру племени Мангал, также занимал должность главы секретариата юго-восточного отделения шур Лойя-джирга.
Был уволен Хамидом Карзаем с поста заместителя губернатора провинции Гильменд. Официальной причиной послужила организация Мирзаквалом концерта, на котором, в частности, выступали женщины без принятых в исламе головных уборов. Карзай заявил, что Мирзаквал не соблюдал постулаты ислама, не уважал принятые традиции и не способствовал сохранению культурного наследия афганского общества. По другой версии, Мирзаквал был уволен за сотрудничество с США и НАТО в Гильменде, что не нравилось Карзаю. Увольнение случилось после того, как племенные старейшины заявили, что считают выступления непристойными. Независимый директорат по местным правительствам, в полномочия которого входит вынесение рекомендаций о назначениях и снятиях губернаторов и их заместителей, заявил, что увольнение Мирзаквала не было согласовано с ним.
2 июля 2020 года пережил покушение в провинции Лагман, во время которого вооружённые люди напали на его кортеж. Два охранника были ранены, сам Мирзаквал остался невредимым.